# Kreuzherrenkirche (Düsseldorf)

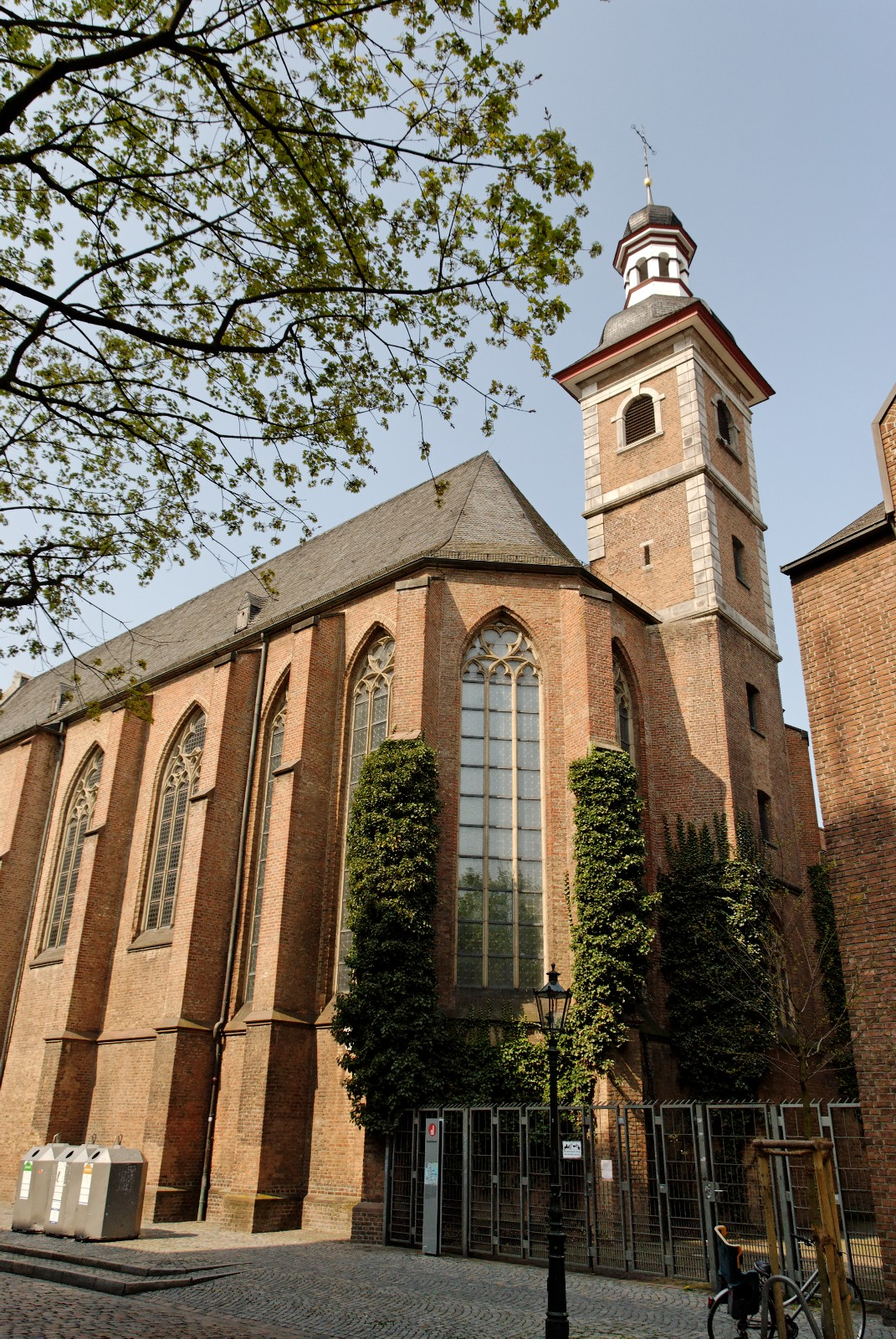
Kreuzherrenkirche

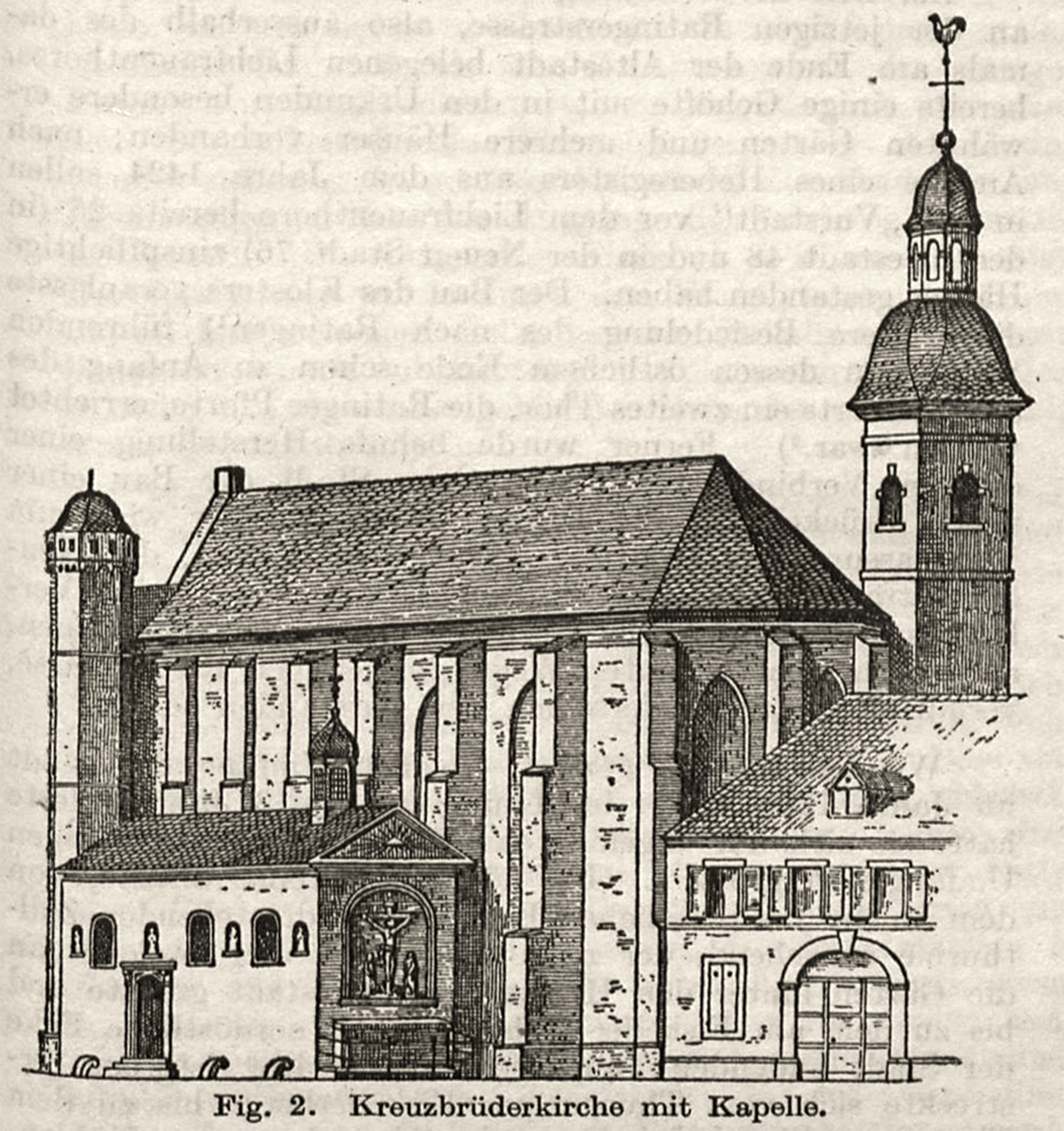
Kreuzbrüderkirche mit Liebfrauenkapelle (1811 abgebrochen), Zeichnung F. Custodis

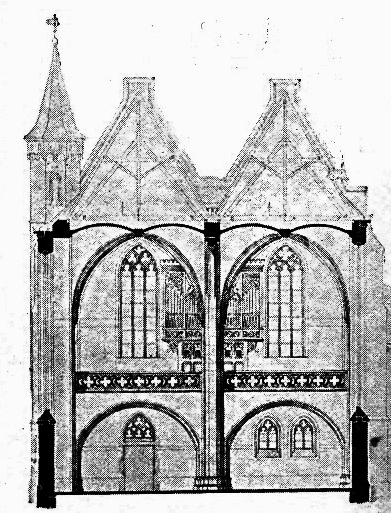
Entwurf im Jahre 1900 des Architekten Pickel zur Rekonstruktion als Garnisonskirche

Die Kreuzherrenkirche war zunächst eine Klosterkirche des Kreuzherrenordens. Das im alten Stadtkern Düsseldorfs an der Ursulinengasse, Ecke Ratinger Straße gelegene Gebäude dient heute dem St.-Ursula-Gymnasium als Schulkirche und Aula und ist nicht für die Öffentlichkeit zugänglich.

## Geschichte

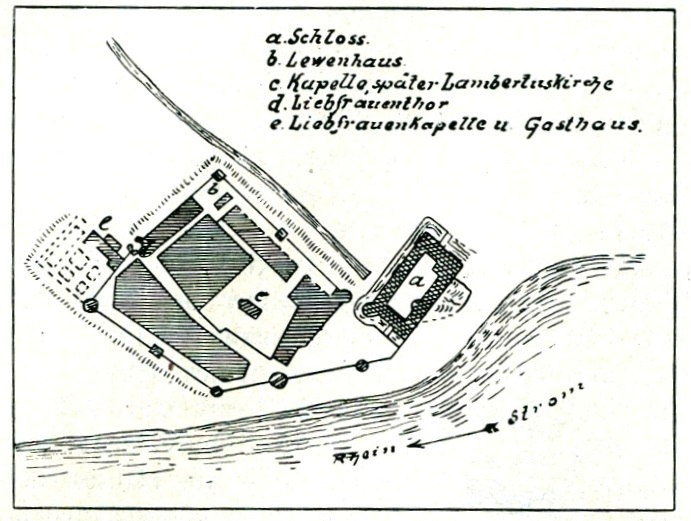
Düsseldorf um 1288 zur Zeit seiner Stadterhebung: e. Liebfrauenkapelle und Gasthaus

Bereits um 950 soll an der Stelle des heutigen Kirchenbaus, damals außerhalb der Befestigung und vor dem „Liebfrauenthor“ gelegen, eine Kapelle gestanden haben, die „Liebfrauenkapelle“, zu deren viel verehrtem Bild „unser lieven frauwen vam hemelryke“ Wallfahrten erfolgten, die bis zur Mitte des 14. Jahrhunderts ihre Hochblüte erreichten. Grundbesitzer in dem Bereich, auf dem die Kapelle stand, waren in der zweiten Hälfte des 13. Jahrhunderts die Herren von Ellner. Sie errichteten neben der Kapelle das Hospital „Zur Heiligen Anna“, in dem Pilger, Arme und Kranke betreut wurden. Die Kreuzbrüder übernahmen in 1407 das Hospital. 1443 übertrug Herzog Gerhard I. der neuen Düsseldorfer Niederlassung des Kreuzherrenordens die Betreuung der Marienwallfahrtskapelle und des Hospitales. Im Jahr 1445 wurde die Kapelle zusammen mit dem Profanbau den Kreuzherren vom Herzog geschenkt.
Schon im Gründungsjahr 1443 hatten die Kreuzbrüder mit dem Bau einer Kirche begonnen; 1445 war der Bau teilweise fertiggestellt. Die Kapelle wurde dabei überbaut und war Bestandteil des Südflügels. Allerdings sind die Quellen zum Bauumfang widersprüchlich. Nach anderen Angaben wurde zuerst eine Kirche mit einem Schiff an der Kapelle angebaut. Erst später im selben Jahrhundert soll nach dieser Quelle die Kirche erweitert und das zweite Schiff über der Kapelle errichtet worden sein. Ursprünglich hatte die Kirche als Nachfolgebauwerk der Liebfrauenkapelle den entsprechend gleichen Namen. In einem Schriftstück von 1467 wird sie „Liewer Frauwen Kirche“ genannt. Neben dem Kirchbau wurden auch ein Klostergebäude errichtet. Das Gasthaus und Armen-Hospital Zur heiligen Anna zog 1449 in ein neues Gebäude an der Kreuzung Flinger-/Ecke Bergerstraße und wurde ab 1709 unter Namensänderung als „St. Hubertus-Hospital“ in das neue Stadtgebiet im Bereich der späteren Kasernenstraße neu eingerichtet.
1597 wurde Jakobe von Baden in der Kirche beigesetzt. Der Teil der ehemaligen Marienkapelle wurde bei einem Umbau der Kirche 1661/65 entfernt und dafür eine neue Kapelle, Liebfrauenkapelle genannt, an der Ratinger Straße gebaut. Anfang des 19. Jahrhunderts (1811) wurde diese neue Kapelle für eine Verbreiterung der Ratinger Straße abgebrochen.

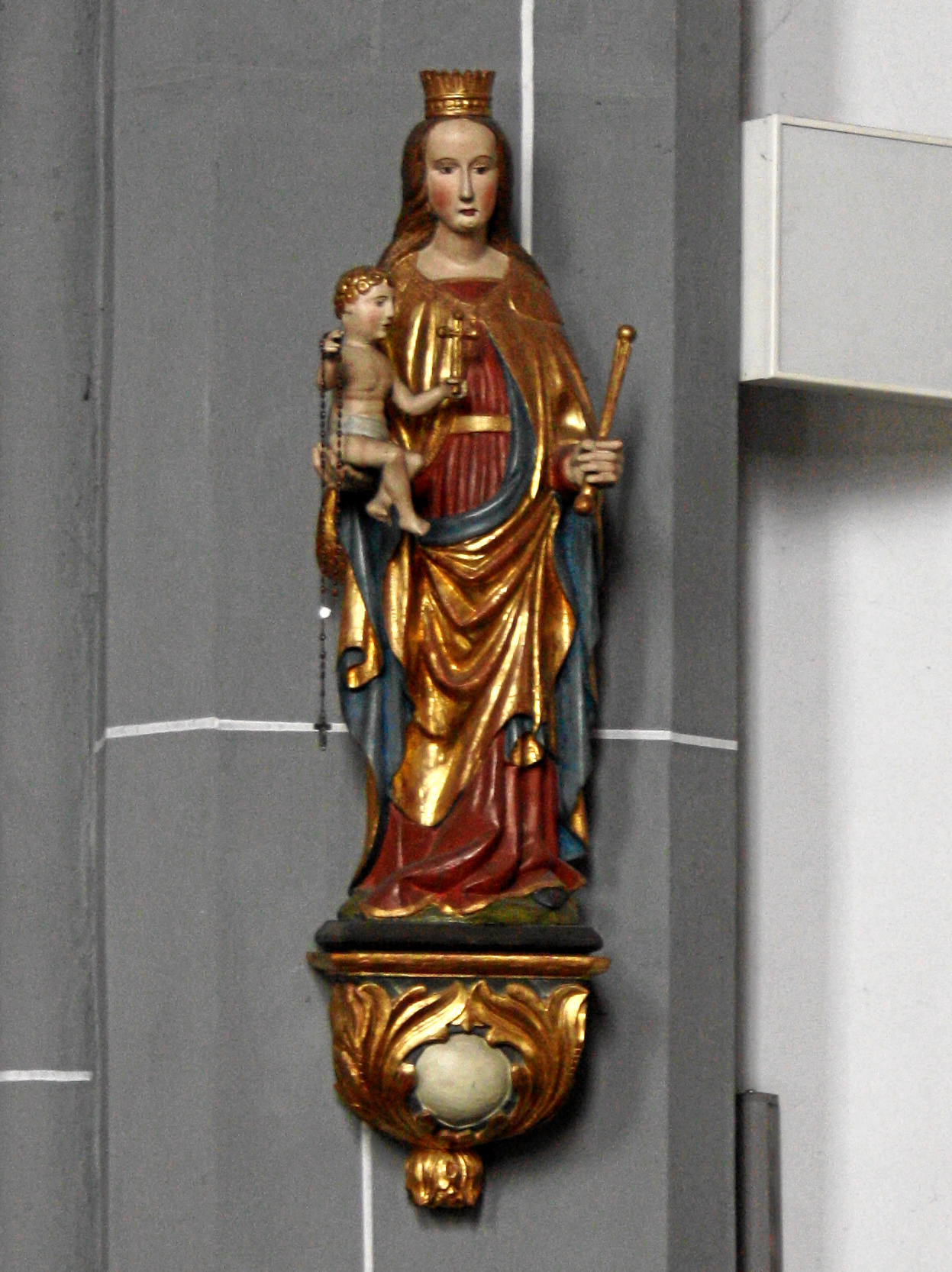
Marienstatue aus der Liebfrauenkapelle

Das Kloster wurde 1803 säkularisiert und aufgehoben. Danach übernahm bis zum 1. Mai 1812 die Rosenkranzbruderschaft den Religionsbetrieb. Noch im gleichen Jahr wurde die Kirche profaniert und zu verschiedenen Zwecken, etwa als Pferdestall oder Tabaklager der Zollbehörde, genutzt. Der Bau wurde dann stark verbaut, Zwischendecken eingezogen und zu einem Munitionsdepot umgewandelt. Die Ausstattung gelangte in verschiedene Kirchen der Umgebung. Die wertvolle barocke Kanzel befindet sich heute in der Leichlinger Pfarrkirche St. Johannes Baptist. Ein von der Rosenkranzbruderschaft 1679 gestiftetes Triptychon wurde, wie auch die Marienstatue aus der Liebfrauenkapelle, nach St. Lambertus überführt und ist seit 1811/1812 dort angebracht. Im Jahre 1820 wurden die sterblichen Überreste der Herzogin Jakobe ebenfalls dorthin überführt.
Um 1900 gab es Pläne des Architekten Pickel auf Veranlassung der Militärverwaltung, die Kirche als Garnisonskirche wiederherzustellen. Die Pläne wurden jedoch nie ausgeführt. In der Nachkriegszeit beheimatete der Bau bis 1957 das Finanzamt. 1958 wurde die Kirche dem Kölner Erzbistum zurückgegeben. Von 1960 bis 1968 entfernte man die Einbauten des 19. Jahrhunderts, die Fenster wurden in ihrer ursprünglichen Form rekonstruiert. Bei einer weiteren Restaurierung wurden die spätgotischen Fresken gesichert. Seit der erneuten Weihe im Jahr 1990 wird die Kirche vom St.-Ursula-Gymnasium, ansonsten nichtöffentlich, als Schulkirche und Aula genutzt.
Im Jahr 2011 wurden bei Kanalbauarbeiten im Bereich Ursulinengasse und Ritterstraße neben den Resten der ersten Stadtmauer (Teile der Befestigung Düsseldorfs zur Zeit der Stadterhebung im Jahre 1288) in einem unterirdischen Gewölbe menschliche Gebeine gefunden. Eine Reihe von Indizien sprechen dafür, dass das Gewölbe zum ehemaligen Kreuzherrenkloster gehörte.

## Beschreibung
Der Kirchenbau zeigt schlichte Formen. Er ist ein Ziegelrohbau, bei dem ein wenig Sandstein verwendet worden ist. Eine äußere Gliederung erfährt der schlichte Ziegelbau durch die großen Maßwerkfenster und durch die abgetreppten Strebepfeiler. Zwischen den beiden Chorschlüssen wurde ein Turm erbaut, der im 17. Jahrhundert zwei neue Freigeschosse erhielt. Darauf wurde eine geschwungene Haube errichtet, gekrönt von einer Laterne.
Das Innere besteht aus einer hohen zweischiffigen Halle zu fünf Jochen und zwei Chören mit 5/8-Schlüssen. Zwischen den beiden Schiffen befinden sich fünf schlanke Achteckpfeiler, aus denen ansatzlos die Scheidbögen herauskommen. Die Dienste vor den Pfeilern sind dreiviertelrund und mit Blattkapitellen besetzt. Darauf ruhen die Kreuzrippengewölbe. Die Zweischiffigkeit erklärt sich aus der Doppelfunktion der Kirche, sowohl als Pfarr- als auch als Wallfahrtskirche.

## Orgel
Die Orgel stammt aus der Kathedrale von Rotterdam. Sie wurde um 1850 von dem Orgelbauer F.A. Loret (Neu-Mechelen) erbaut, und 1990 von der Orgelbaufirma Seifert (Kevelaer) umgebaut und renoviert. Das Schleifladen-Instrument hat 10 Register auf einem Manual und Pedal. Die Spiel- und Registertrakturen sind mechanisch.
| I Hauptwerk C–f3 |              |    |
| 1.               | Prestant     | 8′ |
| 2.               | Salicional   | 8′ |
| 3.               | Bourdon      | 8′ |
| 4.               | Octaaf       | 4′ |
| 5.               | Quint        | 3′ |
| 6.               | Roerfluit    | 4′ |
| 7.               | Nachthorn    | 2′ |
| 8.               | Basson (B)   | 8′ |
| 9.               | Hautbois (D) | 8′ |

| Pedal C–c1 |         |     |
| 10.        | Subbass | 16′ |

- Koppeln: Pedalkoppel

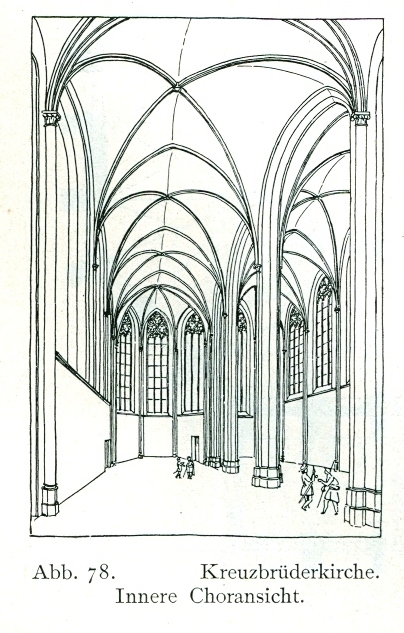
Kreuzherrenkirche, Innere Choransicht
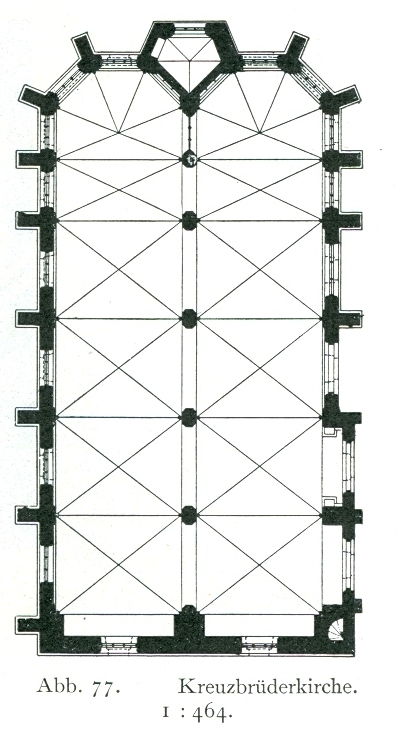
Kreuzherrenkirche, Grundriss

## Anmerkung
1. ↑  Je nach der Quelle differieren die Angaben über Art und Beginn der Aktivitäten der Kreuzbrüder. H. Ferber macht im Buch „Verlag C.Kraus, 1889, Teil I, S. 35“ andere Angaben, die vermutlich teilweise falsch sind. Unstrittig ist der erste Bauabschnitt für die Kirche mit 1443–1445 und das Ende der Baumaßnahmen einschließlich der Klostergebäuden bis etwa 1480.